# Municipio de Pleasant Valley (condado de Aurora)
El municipio de Pleasant Valley (en inglés: Pleasant Valley Township) es un municipio ubicado en el condado de Aurora en el estado estadounidense de Dakota del Sur. En el año 2010 tenía una población de 26 habitantes y una densidad poblacional de 0,28 personas por km².

## Geografía
El municipio de Pleasant Valley se encuentra ubicado en las coordenadas 43°53′59″N 98°37′33″O / 43.89972, -98.62583. Según la Oficina del Censo de los Estados Unidos, el municipio tiene una superficie total de 91.63 km², de la cual 91,19 km² corresponden a tierra firme y (0,48 %) 0,44 km² es agua.

## Demografía
Según el censo de 2010, había 26 personas residiendo en el municipio de Pleasant Valley. La densidad de población era de 0,28 hab./km². De los 26 habitantes, el municipio de Pleasant Valley estaba compuesto por el 100 % blancos. Del total de la población el 0 % eran hispanos o latinos de cualquier raza.